# اتحاد النيجيريين المستقلين
اتحاد النيجيريين المستقلين (بالفرنسية: Union des Nigériens Indépendants)‏ هو حزب سياسي في النيجر.

## التاريخ
تأسس الحزب في 17 مايو 1999. وفي الانتخابات العامة التي جرت في أكتوبر / تشرين الأول 1999، رشح الحزب أمادو علي جيبو كمرشح رئاسي؛ واحتل المركز الأخير من بين سبعة مرشحين بنسبة 2٪ من الأصوات. كما فشل الحزب في الفوز بمقعد في الجمعية الوطنية بعد حصوله على 1.25٪ من الأصوات.
وخاض الحزب الانتخابات العامة لعام 2004 بالتحالف مع الحزب النيجيري للديمقراطية والاشتراكية والاتحاد للديمقراطية والجمهورية. ولم يرشح مرشحًا رئاسيًا، حصلت القائمة المشتركة من الأحزاب الثلاثة على مقعدين في الجمعية الوطنية. 
وخاض الانتخابات البرلمانية لعام 2009 وحده، وفاز بمقعد واحد.  لم يرشح الحزب مرشحًا رئاسيًا في الانتخابات العامة 2011، لكنه احتفظ بمقعده في الجمعية الوطنية. ومع ذلك، فقد خسر مقعده البرلماني في الانتخابات العامة لعام 2016.